# Amtsgericht Waldshut-Tiengen
Das Amtsgericht Waldshut-Tiengen ist ein Gericht der ordentlichen Gerichtsbarkeit in Baden-Württemberg und eines von fünf Amtsgerichten im Bezirk des Landgerichtes Waldshut-Tiengen.

## Gerichtssitz und -bezirk
Das Amtsgericht hat seinen Sitz in Waldshut-Tiengen, Bismarckstraße 23. Der Gerichtsbezirk umfasst folgende Städte und Gemeinden aus dem Landkreis Waldshut: die Städte Bonndorf im Schwarzwald, Stühlingen und Waldshut-Tiengen sowie die Gemeinden Albbruck, Dettighofen, Dogern, Eggingen, Görwihl, Grafenhausen, Hohentengen am Hochrhein, Jestetten, Klettgau, Küssaberg, Lauchringen, Lottstetten, Ühlingen-Birkendorf, Weilheim, Wutach und Wutöschingen.

## Zuständigkeit
Das Amtsgericht Waldshut-Tiengen ist erstinstanzliches Gericht in Zivil- und Strafsachen.
In Familiensachen sowie in Strafsachen, die zur Zuständigkeit des Schöffengerichts gehören, erstreckt sich seine örtliche Zuständigkeit auch auf den Bezirk des Amtsgerichts St. Blasien.
In Zwangsversteigerungs-, Insolvenzsachen sowie in Sachen des Jugendschöffengerichts ist das Amtsgericht Waldshut-Tiengen für den gesamten Bezirk des Landgerichts Waldshut-Tiengen zuständig.

## Übergeordnete Gerichte
Dem Gericht ist im Instanzenzug das Landgericht Waldshut-Tiengen übergeordnet. Im weiteren Instanzenzug sind das Oberlandesgericht Karlsruhe sowie der Bundesgerichtshof übergeordnet.